# Lasiocampa quercus
Lasiocampa quercus là một loài bướm đêm thuộc họ Lasiocampidae. Chúng được tìm thấy ở châu Âu và British Isles.
Sải cánh dài 45–75 mm. Con cái lớn hơn con đực. Con trưởng thành bay từ tháng 5 đến tháng 9 tùy theo địa điểm. Lông của nó có thể gây dị ứng với một số người.
Ấu trùng ăn các loài Larix, Betula, Salix và Rubus.

## Hình ảnh

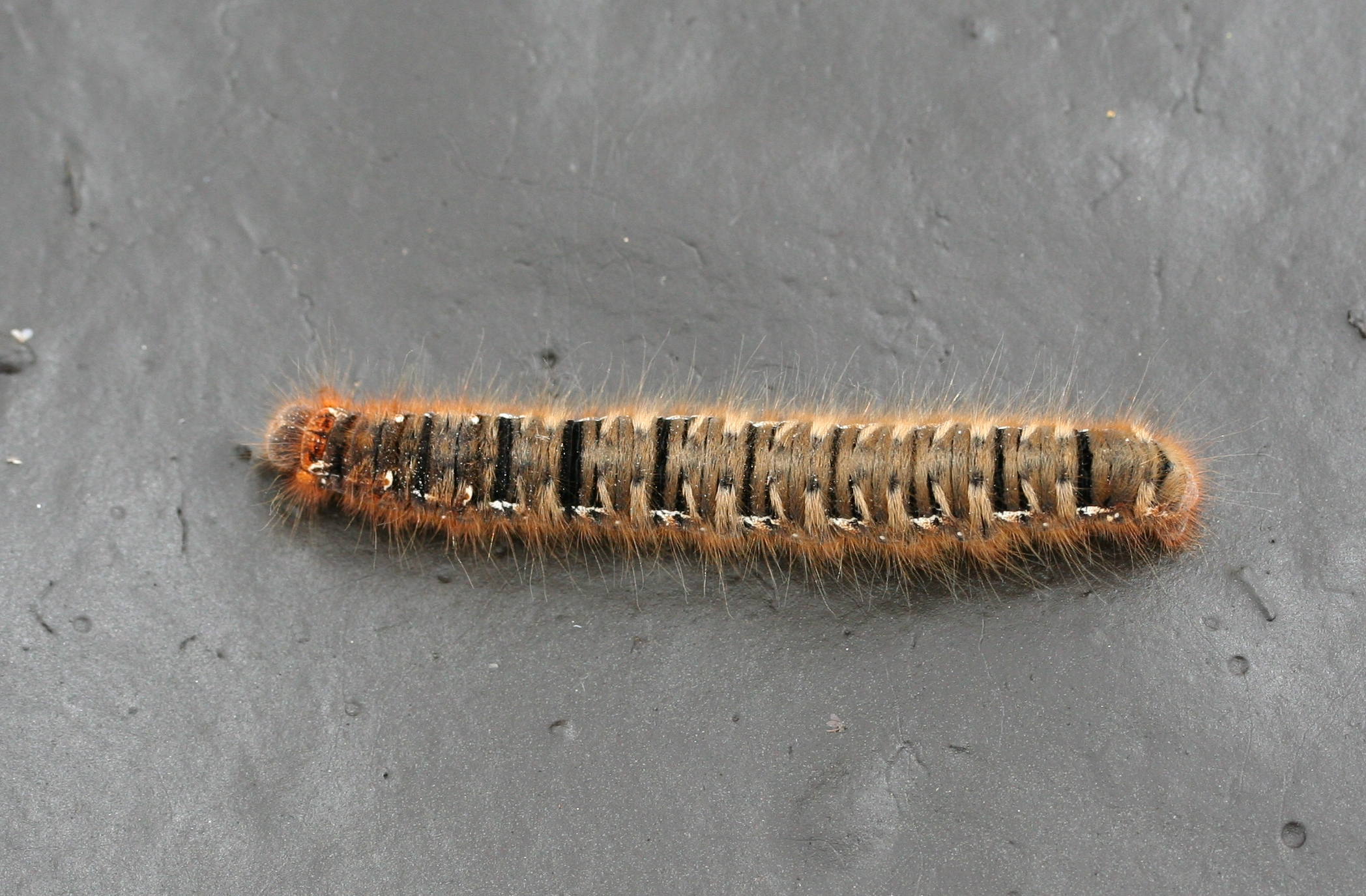
Caterpillar
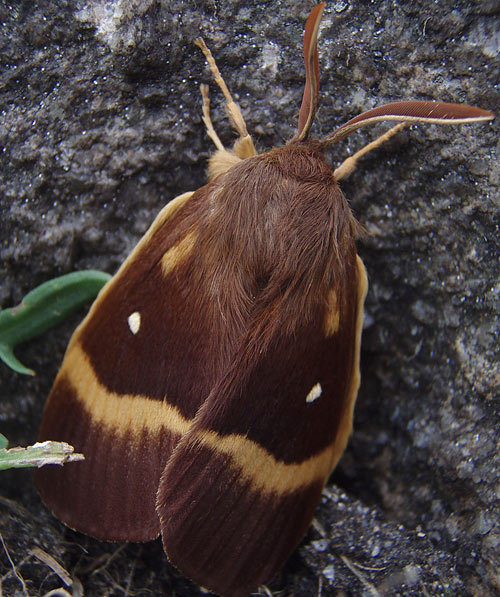
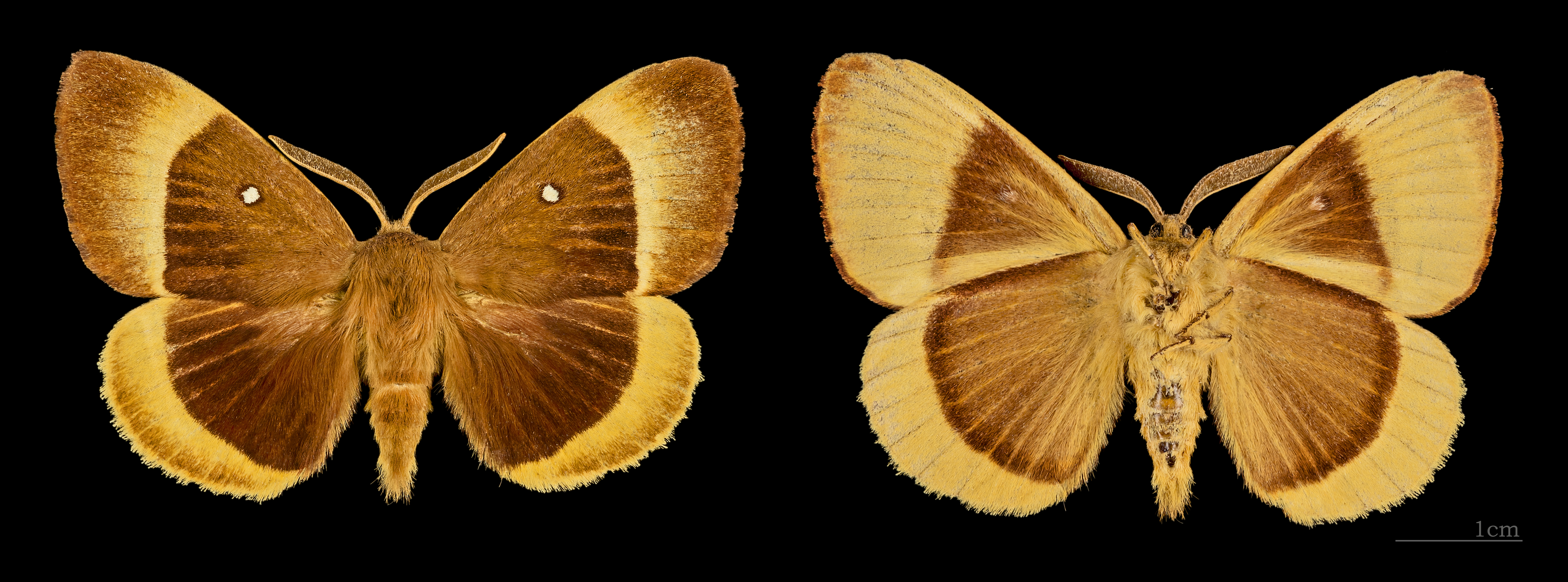
Lasiocampa quercus ♂
Lasiocampa quercus ♀